# Rozpetek

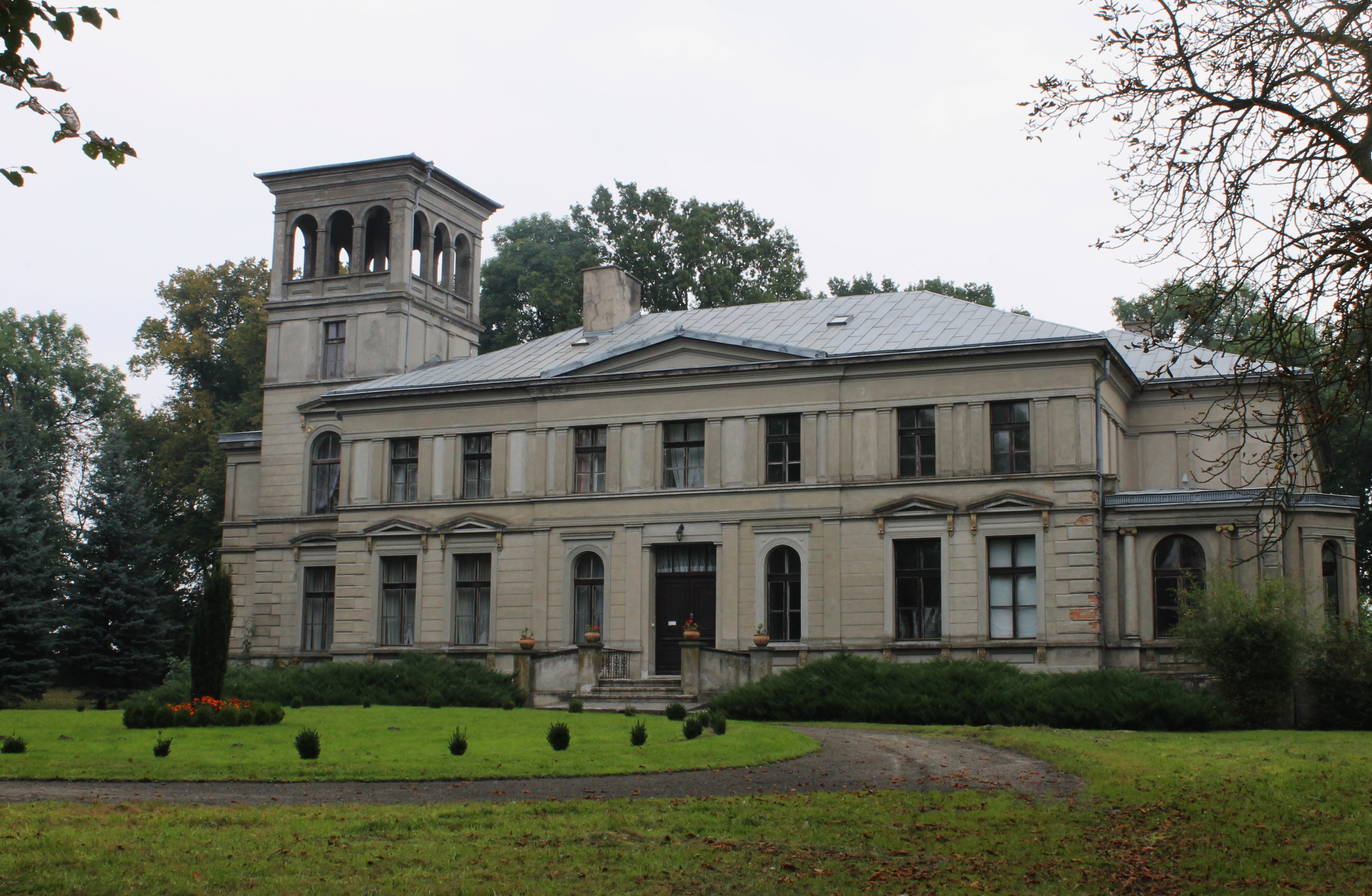
Palacio ubicado en el pueblo de Rozpętek en 2014

Rozpętek [rɔsˈpɛntɛk] es un pueblo en el distrito administrativo de Gmina Kcynia, dentro del Condado de Nakło, Voivodato de Cuyavia y Pomerania, en del norte de Polonia central. Se encuentra aproximadamente a 8 kilómetros al oeste de Kcynia, a 24 kilómetros al suroeste de Nakło nad Notecią, y a 45 kilómetros al oeste de Bydgoszcz.